# Focus Bike

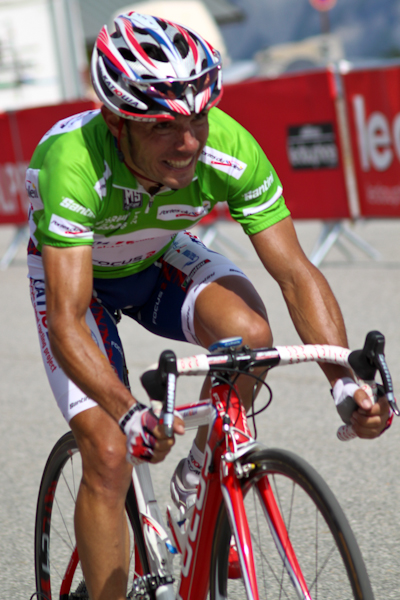
Joaquim Rodríguez sur un vélo de l'entreprise en 2011

Focus Bike est une entreprise allemande spécialisée dans la production de vélos de route. Focus produit aussi des vélos de triathlon, cyclocross, VTT et des vélos à assistance électrique. L'administration et la production sont situées à Cloppenburg, Allemagne.

## Historique
Focus a été fondée en 1992 par Mike Kluge, champion du monde de cyclocross.
Récemment ont couru sur un vélo de l'entreprise des champions comme Stefano Garzelli, Danilo Di Luca, Filippo Pozzato, Alexandr Kolobnev, Joaquim Rodríguez Fabian Wegmann et Romain Bardet.

## Sponsoring
- 2009 : Milram
- 2010 : Milram, Van Vliet, Jelly Belly, NetApp
- 2011 : Katusha, Jelly Belly
- 2012 : Acqua & Sapone
- 2013-2016 : AG2R La Mondiale[1]